# Mas-d'Orcières
Mas-d'Orcières foi uma antiga comuna francesa na região administrativa de Occitânia, no departamento de Lozère. Estendia-se por uma área de 36,56 km². Em 2010 a comuna tinha 124 habitantes (densidade: 3,4 hab./km²).
Em 1 de janeiro de 2017, passou a fazer parte da nova comuna de Mont Lozère et Goulet.

## Demografia
| 1856 | 1861 | 1866 | 1872 | 1876 | 1881 | 1886 | 1891 | 1896 |
| ---- | ---- | ---- | ---- | ---- | ---- | ---- | ---- | ---- |
| -    | -    | -    | -    | -    | 583  | 574  | 525  | 513  |

| 1901 | 1906 | 1911 | 1921 | 1926 | 1931 | 1936 | 1946 | 1954 |
| ---- | ---- | ---- | ---- | ---- | ---- | ---- | ---- | ---- |
| 517  | 545  | 575  | 506  | 504  | 447  | 381  | 308  | 240  |

| 1962 | 1968 | 1975 | 1982 | 1990 | 1999 | - | - | - |
| --- | ---- | ---- | ---- | ---- | ---- | - | - | - |
| 202 | 180  | 179  | 168  | 134  | 131  | - | - | - |
| Para os censos de 1962 a 2006 a população legal corresponde à popolução sem duplicidades, segundo define o INSEE. |      |      |      |      |      |   |   |   |